# Зинченко, Иван Вячеславович
Иван Вячеславович Зинченко (род. 20 января 2002, Ростов-на-Дону) — российский хоккеист, нападающий.

## Биография
Начинал играть в хоккей в команде «Зубр» (Ростов-на-Дону). Затем занимался в клубах «Феникс» Калининград (2009—2011), СКА СПб (2011—2016), МУ СШОР «Витязь» Подольск (2016—2019).
В сезоне 2019/20 дебютировал в команде МХЛ «Русские витязи». 14 сентября 2021 года провёл первый матч в КХЛ за «Витязь» — в домашней игре против «Трактора» (3:4). 1 мая 2023 года перешёл в СКА в обмен на Владислава Цицюру.
В 2022 году дебютировал в сборной России на Кубке Карьяла (2 (0+2) очка в двух матчах). Сыграл два матча на чемпионате мира среди молодёжи 2022, которые впоследствии были аннулированы.